# Meybein
Meybein is een historisch motorfietsmerk.
De bedrijfsnaam was: Willibald Meybein Motorradfabrik, Hamburg.
Meybein was Duits merk dat lichte motorfietsen met lichte, lage frames en 119- tot 142cc-DKW-inbouwmotoren leverde. Daar begon men mee in 1923, tegelijk met nog honderden concurrerende en even kleine merken die markt zagen in goedkope vervoermiddelen. In de vestigingsplaats van Meybein, Hamburg, waren er zo al tientallen motorfietsmerken, die bijna allemaal hun motoren inkochten bij grotere, bekende bedrijven. Bovendien waren er bedrijven zoals de vliegtuigmotorenfabriek BMW en de ontstekerfabriek Zündapp, die door het Verdrag van Versailles gedwongen werden ander werk te zoeken en dat ook met motorfietsen deden. Het gros van de kleine merken verdween in 1925, maar Maybein hield het iets langer vol en stopte de productie in 1926.